# Gruta de Maquiné

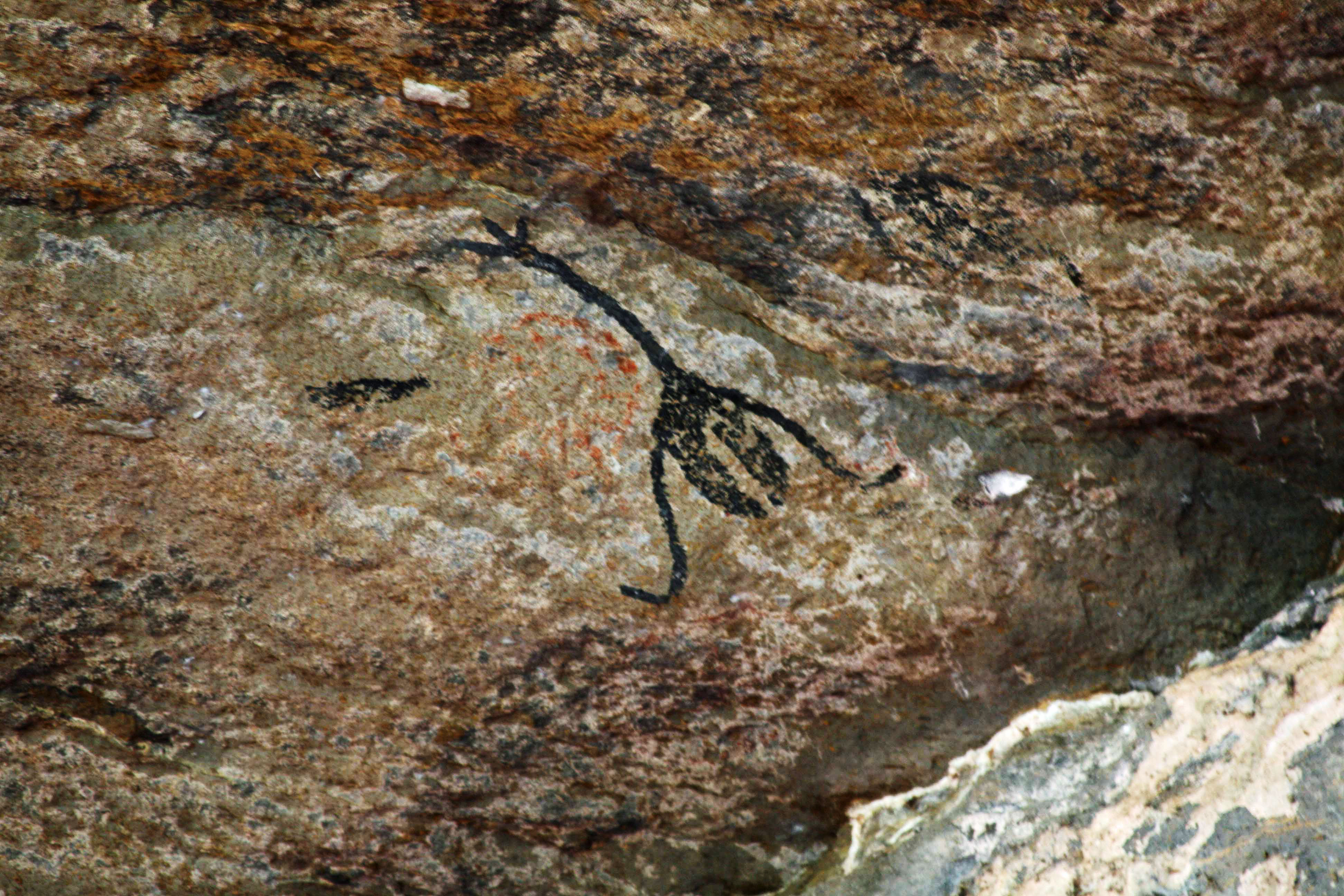
Gruta de Maquiné

A Gruta de Maquiné localiza-se em Cordisburgo em Minas Gerais, no Brasil.
Figurando como um dos atrativos turísticos do município, a gruta foi descoberta em 1825 pelo fazendeiro Joaquim Maria Maquiné. A partir de 1834 a gruta foi explorada cientificamente por Peter Wilhelm Lund, um naturalista dinamarquês.